# آب‌سنگ‌های مرجانی (فیلم)
آب‌سنگ‌های مرجانی (انگلیسی: Coral Reefs) فیلمی به کارگردانی موریس گلز است که در سال ۱۹۳۸ منتشر شد. از بازیگران آن می‌توان به ژان گابن، میشله مورگان و پیر رنویر اشاره کرد.